# Vésperas

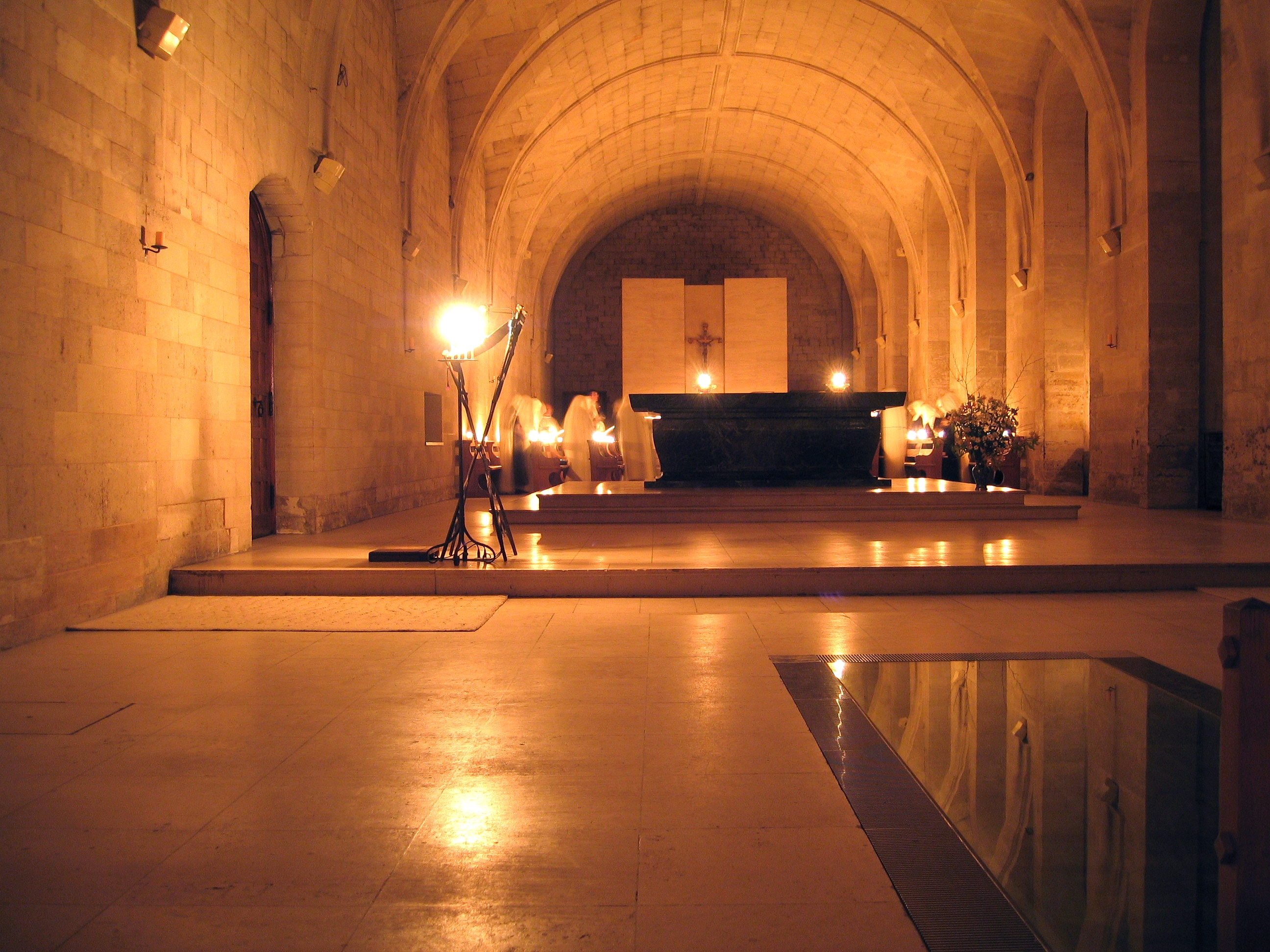
Serviço das Vésperas na Abadia de Bec com a presença de freiras do Mosteiro de Sainte Françoise Romaine.

Na liturgia católica, as Vésperas são a parte do Ofício Divino, também chamado Liturgia das Horas, que é celebrada à tarde, entre 15 e 18 horas. Composições ou cânticos sobre os textos dessa hora canônica também são chamados vésperas.

## Etimologia
A palavra tem origem no Latim: vespera ou vesperae, que significa "a tarde, ao cerrar da noite", que por sua vez, deriva de vésper, vésperis ou vésperus, que quer dizer "estrela Vésper, estrela ou planeta de Vênus, quando aparece, à tarde; tarde, o poente, o ocidente".

## Significado
A oração de Vésperas destina-se a agradecer a Deus todas as graças recebidas e o bem feito nesse dia. Recordam ainda a obra da Redenção de Cristo e a sua Última Ceia, na qual Ele deixou o memorial da Salvação. Partindo do simbolismo da luz e da escuridão, pede-se que brilhe de novo a luz e implora-se a vinda de Cristo.
Juntamente com as Laudes, é um dos pólos do Ofício quotidiano (Instrução Geral da Liturgia das Horas, 37), sendo por isso uma das horas que os cristãos mais insistentemente são convidados a celebrar, na medida das suas possibilidades (IGLH 40). Os clérigos têm a obrigação de rezar todas as horas litúrgicas, mas tal obrigação recai sobretudo sobre Laudes e Vésperas, que não devem ser omitidas, "a não ser por motivo grave" (IGLH 29) 

## Estrutura
- Invocação inicial: Vinde, ó Deus, em meu auxílio, socorrei-me sem demora… e Glória.
- Hino.
- Salmodia; dois salmos, ou duas partes de um mesmo salmo e um cântico do Novo Testamento, cada um com sua respectiva antífona.
- Leitura breve, retirada do Novo Testamento, a que se pode seguir tempo de silêncio ou uma breve homilia.
- Ou uma Leitura Longa tirada do Ofício das Leituras.
- Responsório breve: versículos em forma alternada, como resposta à leitura.
- Cântico evangélico: o Cântico de Maria, ou Magnificat (Lc 1, 46-55), com a sua antífona.
- Preces: orações de súplica a Deus, semelhantes à oração dos fiéis da Missa, que têm a forma de intercessões por todos os homens, sendo a última prece sempre dedicada aos defuntos.
- Pai Nosso.
- Oração conclusiva, na celebração comunitária proferida pelo presidente.
- Bênção e despedida.